# Jescha-Rat
Der Jescha-Rat (hebräisch: מועצת יש״ע, Moatzat Yesha) ist eine Dachorganisation für die Selbstverwaltung israelischer Siedlungen.
Das Akronym »Jescha«  besteht aus den Anfangsbuchstaben von JEhuda (hebräisch:  יהודה), SCHomron (hebräisch:  שומרון) und  ’Azza (hebräisch:  עזה).

## Zusammensetzung
Der Rat besteht aus 25 Bürgermeistern und zehn Gemeindevorstehern im Westjordanland. Diese vertreten eine jüdische Bevölkerung von etwa 225.000 Personen.

## Geschichte
Der Rat wurde in den 1970er Jahren als Nachfolgeorganisation von Gusch Emunim („Block der Getreuen“) gegründet, eine Organisation, die gebildet wurde, um jüdische Siedlungen im Westjordanland und im Gaza-Streifen zu unterstützen.
Im August 2010 organisierte der Jescha-Rat einen Lehrgang, in dem vermittelt wurde, wie man in Wikipedia-Artikel eine weniger einseitig antizionistische Sicht einbringen kann.

## Vorsitzender
Vorsitzende des Rates waren/sind:
- 1980–1995: Israel Harel
- 1995–1999: Pinchas Wallerstein
- 1999–2001: Benny Kashriel
- 2002–2007: Benzi Lieberman
- 2013–2017: Dani Dayan, ein Geschäftsmann, wohnhaft in Ma'ale Shomron Vorsitzender des Rates.
- 2017–2019: Hananel Dorani
- 2019–2022: David Elhayani[3]